# 앨런 캐프로
앨런 캐프로(Allan Kaprow, 1927년 8월 23일 ~ 2006년 4월 5일)는 미국의 화가, 아상블라주 예술가이며, 해프닝을 시도한 행위 예술의 선구자이다.
1950년대와 1960년대에 "인바이러먼트(Environment)"와 "해프닝"의 발전과 이론에 기여하였다. 캐프로의 해프닝은 몇 해에 걸쳐 발전하였고, 결국 자신의 작업을 스스로가 "액티비티스"라고 부르는 것으로 전환하였다. 플럭서스, 행위 예술, 설치 미술은 그의 작품에서 영향을 받았다. 

## 같이 보기
- 플럭서스
- 다다이즘